# Schenken (Gedicht)
Schenken ist ein Gedicht von Joachim Ringelnatz, das 1928 im Lyrikband Allerdings veröffentlicht wurde. Der Sprecher richtet sich darin an ein lyrisches Du, dem er Ratschläge erteilt, wie man schenken soll: Es komme nicht darauf an, wie groß die Gabe ist, sondern dass man mit Bedacht und von Herzen schenkt. Weil das Gedicht leicht verständlich ist und ein alltägliches Thema behandelt, wird es der Gebrauchslyrik zugerechnet. Der Text ist häufig Bestandteil weihnachtlicher Anthologien.

## Veröffentlichung
Schenken erschien erstmals im Gedichtband Allerdings, der in der letzten Juniwoche des Jahres 1928 herauskam. Darin sind Texte aus den Jahren 1922 bis 1928 versammelt. Wann genau Schenken entstand, ist nicht bekannt. Ringelnatz nahm den Text 1934 in Gedichte, Gedichte. Von Einstmals und Heute, seinen letzten Lyrikband, erneut auf. Nach dem Tod des Schriftstellers erschien Allerdings 1935 in einer um zwölf Gedichte gekürzten Neuausgabe. Die Kürzungen seien auf „Verlagspolitik und Rezeption im Dritten Reich“ zurückzuführen gewesen und darauf, „daß den prüden Barbaren jeglicher Anflug von Unzucht ebenso zuwider war wie Ringelnatzens Plädoyer für eine Abschaffung der Todesstrafe in Hinrichtungen.“ Schenken galt offenbar als unverfänglich und blieb in dieser und den folgenden Auflagen Teil der Gedichtsammlung.

## Text
Schenken

Schenke groß oder klein,

Aber immer gediegen.

Wenn die Bedachten

Die Gaben wiegen,

Sei dein Gewissen rein.

Schenke herzlich und frei.

Schenke dabei

Was in dir wohnt

An Meinung, Geschmack und Humor,

So daß die eigene Freude zuvor

Dich reichlich belohnt.

Schenke mit Geist ohne List.

Sei eingedenk,

Daß dein Geschenk

Du selber bist.

## Form
Das Gedicht hat drei Strophen mit insgesamt 15 Versen. Strophen- und Verslängen variieren. Jede Strophe wird eingeleitet durch den „appellierenden, adhortativen Imperativ ‚Schenke‘“, auf den jeweils eine zweifache adverbiale Bestimmung der Art und Weise folgt, die das Geschenk und die Haltung des Schenkenden näher bezeichnet: „groß oder klein“, „herzlich und frei“ sowie „mit Geist ohne List“. Der Adressat wird durch Personal- und Possessivpronomen fünf Mal direkt angesprochen. Alle Gedichtabschnitte enthalten jeweils einen umarmenden Reim, der in V. 8–11 und V. 12–15 regelgerecht umgesetzt wurde. In der ersten Strophe umschließt dieser [abba]-Reim eine Waise in V. 3, einen Vers, der sich mit keinem anderen Vers reimt, so dass „die Bedachten“ förmlich ‚umarmt‘ werden [abcba]. Auch „Was in dir wohnt“ (V. 8) wird besonders hervorgehoben: Der Vers steht genau in der Mitte des Gedichts. Er wird näher erläutert durch die Accumulatio „Meinung, Geschmack und Humor“ (V. 9), die außerdem auf den übergeordneten „Geist“ (V. 12) bezogen werden kann. Durch das viermalige „Schenke“ sowie die Wörter „Gaben“ in der ersten und „Geschenk“ in der letzten Strophe erscheint das Thema des Gedichts „in sechsmaliger Wiederholung und Variation“. Karl Hotz beobachtet einen „Wohlklang des Gedichts“, der auch durch „die ‚wie von selbst sich einstellenden‘ Reimbindungen“ entstehe. Ähnlich urteilt Alfred Polgar über die Gedichte in Allerdings: „Seine Verse, auch die knütteligsten noch, sind so glatt und rund, als wären sie auf der Töpferscheibe gedreht.“

## Interpretation
Die Sprecherinstanz richtet sich mit Ratschlägen zur richtigen Art und Weise des Schenkens an ein lyrisches Du. Der Text stellt die Leser und Hörer vor keine besonderen Verständnisschwierigkeiten. Mit Hotz lässt er sich auf „die Maxime ‚Schenke mit Herz‘“ reduzieren, die „nicht nur vor den ‚Hochzeiten des Schenkens‘ wie Weihnachten zum billigen Werbespot verkommen“ sei. Gleichwohl stelle „der leichte Ton, das Spielerische“ eine besondere Leistung dar. Die Schenkenden und die Beschenkten werden – auch durch die formale Gestaltung – auf nahezu innige Weise miteinander verbunden, was am Ende in die Feststellung mündet, „daß dein Geschenk / Du selber bist.“ Das Geschenk ist gewissermaßen ein Ausdruck des Charakters. Hotz rechnet die leicht zugänglichen Zeilen der Gebrauchslyrik zu: Sie eignen sich „zum Vorlesen, als Anlaß für Gespräche, als Mitschrift für das Poesiealbum.“

## Rezeption
Obwohl das Gedicht keinen ausdrücklichen Bezug zu Weihnachten aufweist, wird es vorwiegend in diesem Zusammenhang rezipiert: Zum Beispiel ist es Teil der im Esslinger Verlag veröffentlichten Weihnachtsgeschichten (2009). Im Reclam Verlag erschien 2019 eine sechsteilige Reihe von Geschenkbüchlein, die Gedichte und Geschichten zu Weihnachten enthalten. Noch vor dem Inhaltsverzeichnis und gleichsam als Motto ist der jeweiligen Textsammlung das Gedicht Schenken vorangestellt. Dieser Verlag brachte 2021 zudem das Bändchen Ein Weihnachtsabend mit Joachim Ringelnatz mit diesem Gedicht heraus. Auch auf Tonträgern ist der Text oft zu finden: Der Hörbuchsprecher Sven Görtz spricht ihn auf Die schönsten Weihnachtsgedichte (2006), die Schauspielerin Michaela May eröffnet damit ihr Album Weihnachtsgeschichten (2009), die Schlagersängerin Uta Bresan beendet mit dem Text die Platte Mein Weihnachten (2009), der Sprecher Johannes Steck liest ihn auf dem Hörbuch Frohe Weihnachten (2018). Im Gegensatz dazu steht die Auswahl der Frankfurter Anthologie, die in ihren 40 Bänden von 1976 bis 2017 insgesamt achtzehn Ringelnatz-Gedichte präsentiert, nicht aber Schenken. Literaturkritik und Literaturwissenschaft zählen den Text demnach nicht zu den bedeutenden Gedichten des Schriftstellers.

## Trivia

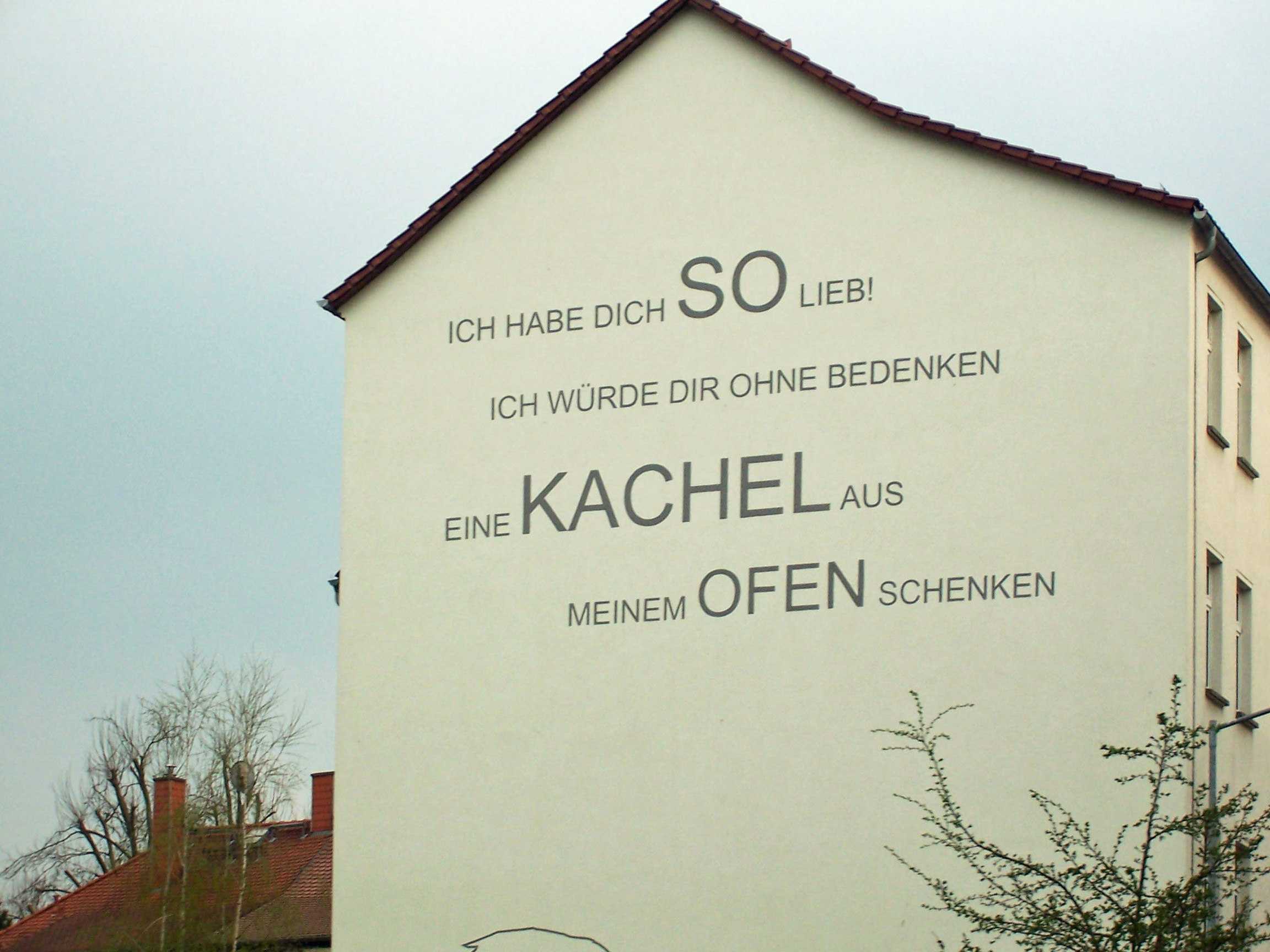
Ich habe dich so lieb – Gedichtanfang auf einer Hauswand in Wurzen

Schon im ersten Gedicht des Bandes Allerdings geht es um das Schenken: In Ich habe dich so lieb bekundet der Sprecher, er würde der Geliebten „ohne Bedenken / Eine Kachel aus meinem Ofen / Schenken.“ Peter Horst Neumann bescheinigt diesem Gedicht zwar nur einen „soliden melancholischen Gebrauchswert“, hebt aber diese Anfangsstrophe heraus: „In der ersten ist ein Geschenk ganz Poesie, und Poesie ist ein hübsches Geschenk.“ Als Gabe entsprächen das Gedicht und die Ofenkachel selbst wohl vollkommen den Empfehlungen aus dem Gedicht Schenken. Die Verse stehen in Ringelnatz’ Geburtsstadt Wurzen an einer Hauswand.